# William Whiteman Carlton Topley
William Whiteman Carlton Topley FRS (19 de janeiro de 1886 — 21 de janeiro de 1944) foi um bacteriologista britânico.

Foi eleito membro da Royal Society em 1930.